# Gerardo Esquivel
Gerardo Esquivel Butrón (né le 13 janvier 1966 à Mexico au Mexique) est un joueur de football international mexicain, qui évoluait au poste de milieu de terrain.

## Biographie

### Carrière en sélection
Avec l'équipe du Mexique, il joue 4 matchs (pour aucun but inscrit) entre 1988 et 1995. 
Il figure dans le groupe des sélectionnés lors de la Coupe des confédérations de 1995 (sans jouer de matchs lors de cette compétition).
Il participe également à la Copa América de 1995, où son équipe atteint les quarts de finale.

## Palmarès
Club Necaxa
| - Championnat du Mexique (3) : - Champion : 1994-95, 1995-96 et 1998 (Invierno). - Coupe du Mexique (1) : - Vainqueur : 1994-95. - Supercoupe du Mexique (1) : - Vainqueur : 1995. |  | - Coupe des champions : - Finaliste : 1996. - Coupe des vainqueurs de coupe (1) : - Vainqueur : 1994. |